# Shower Posse
Shower Posse é uma gangue jamaicana, iniciada por Lester Lloyd Coke, que está envolvida com narcotráfico e tráfico de armas. Sua sede é em Tivoli Gardens, um bairro ao sul de Kingston na Jamaica, mas opera também na província canadense de Ontário e nos Estados Unidos nos estados de Nova York, Nova Jersey e Pensilvânia.
A gangue tem uma forte presença internacional entre as comunidades jamaicanas expatriadas na América do Norte. Nos Estados Unidos, uma filial foi fundada por Vivian Blake e tem papel de destaque no tráfico de drogas em Nova York. A gangue também tem uma grande presença em Toronto.

## Histórico
O Shower Posse foi fundado na década de 1970 para apoiar o Partido Trabalhista da Jamaica, com o qual mantém laços estreitos.
Recebeu armas, treinamento e transporte para os Estados Unidos pela Agência Central de Inteligência (CIA).
Em troca de seu apoio ao Partido Trabalhista da Jamaica, o Shower Posse consegue empregos para redistribuir aos habitantes, armas, e proteção perante a justiça jamaicana. O grupo também se voltou para o narcotráfico enquanto desenvolvia, graças aos vistos que consegue com facilidade e suas redes nos Estados Unidos e no Reino Unido. Além disso, Christopher Coke, então líder do Shower Posse, é acionista de diversas construtoras que se beneficiaram de importantes contratos governamentais sob a administração do Partido Trabalhista da Jamaica desde 2007. Nos Estados Unidos, uma filial fundada por Vivian Blake teve papel de destaque no tráfico de drogas em Nova York. A organização criminosa também tem forte presença em Toronto, no Canadá.
Em 2009, os Estados Unidos começaram a exigir que Christopher Coke fosse extraditado para Nova York, onde enfrentaria acusações de contrabando de drogas e armas. O então primeiro-ministro da Jamaica, Bruce Golding, que também era membro do parlamento eleito por Tivoli Gardens e que a oposição considera um antigo "cliente" de Coke, inicialmente questionou a legalidade do pedido, alegando que escutas telefônicas sem mandado haviam sido usadas para coletar informações sobre Coke. No entanto, ele finalmente cedeu, após a indignação pública com o que muitos jamaicanos consideraram como um encobrimento para proteger um traficante de drogas politicamente conectado e, em 17 de maio de 2010, um mandado de prisão foi emitido para Coke, levando a uma situação de desordem civil em Kingston, e especialmente Tivoli Gardens. Coke acabou sendo preso fora de Kingston em 22 de junho de 2010. Em 15 de junho de 2012, um tribunal distrital federal de Nova York condenou Coke a duas sentenças consecutivas: 20 anos por extorsão e conspiração e mais três anos por conspiração para cometer agressão.